# SV Spittal / Drau
El SV Spittal / Drau es un club de fútbol austriaco de la ciudad de  Spittal an der Drau, Carintia. Actualmente juega en la Landesliga Carinthia, la cuarta división más importante de Austria. Cuenta también con un equipo femenino.

## Historia
Fundado en 1921, ascendió a la Tauernliga, segunda división más importante y actual Austrian Regional League, en la Temporada 1949/50, pero quedó en la última posición con lo que de nuevo descendió. En a Temporada 1952/53 obtiene un tercer puesto como mejor registro hasta que en la Temporada 1954/55 su segundo puesto le otorga de nuevo el retorno a la Liga Tauern Süd de la que dos temporadas después vuelve a descender.
En la temporada 1960/61 se convierte en un habitual de la Landesliga Kärnten, por aquel entonces tercer nivel. Gana el título en la Temporada 1979/80, pero en la promoción no logran el ascenso. Dos temporadas después ascienden a la 2ª División de la que son campeones en la temporada 1983/84. En la 1ª División solo logran mantenerse una temporada al quedar en décimo tercer lugar. 
La Temporada 1989/90 lográ su segundo título de la 2ª División, pero no ascendió. En la temporada 1998/99 descendió a la Regional League tras el doble empate en la promoción de descenso ante el SC Untersiebenbrunn. Estaría en esa división hasta la temporada 2008/09 en la que se descendió a la Kärntner Liga cuyo descenso evitaron dos temporadas antes gracias a la retirada de varios clubes.
En la temporada 2019/20 vuelve a subir a la Regionalliga Mitte a pesar de quedar clasificado en el décimo lugar pues el ATSV Wolfsberg se retiró de la competición y él ocupaba la posición más alta de los aspirantes al ascenso.

## Estadio
Tiene una capacidad para 2,500 espectadores. El  Goldeckstadion fue implementado entre 2021 y 2022. Los gasto se repartieron de la siguiente manera: El gobierno federal proporcionó el 50% de los fondos, el estado de Carinthia pagó el 30% y el municipio donde está ubicado  financió el 20% restante de los costos.  
El campo cuenta con las siguientes infraestructuras:
Campo principalEl césped es natural y tiene calefacción.
Estadio infantilEl estadio infantil ampliado a un tamaño adecuado para campeonatos. El césped e sintético con un sistema de drenaje. Esta equipado con nuevos mástiles de iluminación y redes tras la portería para atrapar pelotas.
Edificio del clubse está ampliando el número de cabañas en el edificio del club existente. Para ello, el apartamento existente en la planta baja será sustituido por dos vestuarios con saunas y baños asociados. Instalaciones del bar y aseos en la planta baja. La explanada entre el edificio del club y la tribuna esta techadat. El revestimiento del suelo es de piedra natural.
TribunaEn la zona de la tribuna se renovarán todas las barandillas y los asientos. También se implementará el acceso sin barreras en la zona central de la tribuna existente. La tribuna existente se está renovando en superficie y la pérdida de asientos en la zona de acceso se compensará con la ampliación de la tribuna.
Dos campos de entrenamiento con césped natural.

## Jugadores

### Jugadores destacados
| - Wolfgang Knaller - Markus Weissenberger - Jürgen Pichorner - Milan Rasinger | - Kurt Messner - Gernot Messner - Matthias Dollinger |